# Філ Вудс
Фі́ліп Веллс Вудс (англ. Philip Wells Woods; 2 листопада 1931, Спрингфілд, Массачусетс — 29 вересня 2015, Іст-Струдсберг, Пенсільванія) — американський джазовий альт-саксофоніст, кларнетист і композитор.

## Біографія
Народився 2 листопада 1931 року у Спрингфілді (штат Массачусетс). Отримав альт-саксофон від свого дядька у спадок; почав грати у віці 12 років. Навчався у Гарві ЛаРоуза у Спрингфілді, потім у 1948 році переїхав у Нью-Йорк. Навчався у Ленні Трістано, також один семестр у Мангеттенській школі музики (1948); вчився грати на кларнеті у Джиммі Абате у Джульярдській школі (1948—52).
Першу професійну роботу отримав у гурті армії військово-повітряних сил. Грав з Річардом Гейменом, Чарлі Барнетом (1952), Джиммі Рейні (1955); Джорджем Воллінгтоном, Фрідріхом Гулдою, Діззі Гіллеспі, Кенні Доргемом (1956); очолював гурт разом з Джином Квіллом (1957), грав з Бадді Річем (1958—59), Квінсі Джонсом (1959—61), включаючи велику кількість гастролів до Європи. У 1960-х працював з Джорджем Расселлом, Нілом Гефті, Джекі Кейном-Роєм Кралом, Джо Ньюменом, Менні Альбамом, Ел Коном-Зутом Сімсом, Олівером Нельсоном, Телоніусом Монком та багатьма іншими, також багато працював як сесійний музикант. У 1962 році з оркестром Бенні Гудмена їздив на гастролі до СРСР. Очолював відділ джазу у таборі мистецтв Ремблерні (1966).
У 1968 році переїхав у Францію, де у Парижі очолював гурт European Rhythm Machine, в якому грали Джордж Грунтц, Анрі Тешьє, Даніель Юмер (1968—73). У 1973 році провів десять місяців у Лос-Анджелесі, де грав у електронному квартеті Піта Робінсона. У 1974 році перебрався у Париж. Став учасником-засновником біг-бенду Кларка Террі, концертував разом з Мішелем Леграном у 1970-х; також написав музику для саундтреків до кінофільмів «Більярдист» (1962), «Фотозбільшення» (1966).
Очолював власний квартет (1974—83), який пізніше був розширений до квінтету; а також великий ансамбль, the Little Big Band, до яких входили басист Стів Гілмор, ударник Білл Гудвін. Гастролював з власним біг-бендом (1999). Став лауреатом 4-х премій «Греммі» (1975, 1977, 1982, 1983).
Помер 29 вересня 2015 року в Іст-Струдсберзі (штат Пенсільванія) у 83-річному віці.

## Нагороди
Записи Вудса сім разім номінувались на премію «Греммі», з яких від здобув 4 нагороди.
- 1975 — Премія «Греммі» за найкраще джазове виконання ансамблем, Images
- 1977 — Премія «Греммі» за найкраще джазове інструментальне виконання, Live from the Showboat
- 1982 — Премія «Греммі» за найкраще джазове інструментальне виконання, More Live
- 1983 — Премія «Греммі» за найкраще джазове інструментальне виконання, At the Vanguard

## Дискографія
- Pot Pie (Prestige, 1954)
- Woodlore (Prestige, 1955)
- Pairing Off (Prestige, 1956)
- The Young Bloods (Prestige, 1956) з Дональдом Бердом
- Four Altos (Prestige, 1957) з Джином Квіллом, Гелом Стейном, Сахібом Шихабом
- Phil and Quill with Prestige (Prestige, 1957) з Джином Квіллом
- Sugan (Status, 1957)
- Early Quintets (Prestige, 1959)
- Greek Cooking (Impulse!, 1967)
- Round Trip (Verve, 1969)
- Altology (Prestige, 1976)
- More Live (1982)
- At the Vanguard (1983)
- The Rev and I (Blue Note, 1998)